# Stu Rasmussen
Pour les articles homonymes, voir Rasmussen.
Stu Rasmussen (né le 9 septembre 1948 et mort le 17 novembre 2021) est un homme politique américain. Il devient le premier maire (en) ouvertement transgenre du pays quand il est élu maire de Silverton en Oregon, en novembre 2008,.

## Transition
Il est gérant d'un cinéma local lorsqu'il est élu maire de Silverton en 1988, réélu en 1990, dans la vallée de la Willamette (Oregon), avant que les médias ne révèlent qu'il serait transgenre, à la suite de sa décision de changer sa garde robe pour adopter des tenues féminines pendant son mandat. Il est également trois fois membre du conseil municipal.
Assigné masculin à la naissance, il utilise les pronoms il/lui et elle/lui, s'est fait poser des implants mammaires en 2000,, et s'habille ensuite comme une femme. Il porte parfois le nom de Carla Fong. Il est en couple avec Victoria Sage depuis plus de 30 ans, et continue de se genrer au masculin. Selon Kim Murphy du Los Angeles Times, il décrit son genre comme étant « entre celui d'un homme et d'une femme à 25 ou 30 % ».

## Carrière politique
Rasmussen se présente sans succès pour un siège à la Chambre des représentants de l'Oregon en 1994 en tant qu'indépendant et pour un siège au Sénat de l'Oregon en 1996 en tant que démocrate. Il s'est à nouveau présenté à la Chambre en 1998 en tant que démocrate, perdant avec 41 % des voix.
Il est conseiller municipal jusqu'en janvier 2009. Il est ensuite maire jusqu'en janvier 2015.
Rasmussen se décrit comme conservateur sur le plan fiscal et social-libéral,.

## Autres
Une comédie musicale sur Rasmussen, Stu for Silverton, composée par l'auteur-compositeur new-yorkais Breedlov spécialement pour le théâtre Intiman Theatre (Seattle), est jouée durant l'été 2013 sous la direction d'Andrew Russell, directeur artistique du théâtre.
Rasmussen est copropriétaire du 1936 Palace Theatre de Silverton, qui montre des films en première diffusion[pas clair], depuis 1974.